# Villa Dora (Blumenstraße)
Die Villa Dora liegt in der Blumenstraße 11 im Stadtteil Niederlößnitz der sächsischen Stadt Radebeul. Sie wurde 1892/1893 vermutlich nach Plänen des Architekten Carl Käfer errichtet.

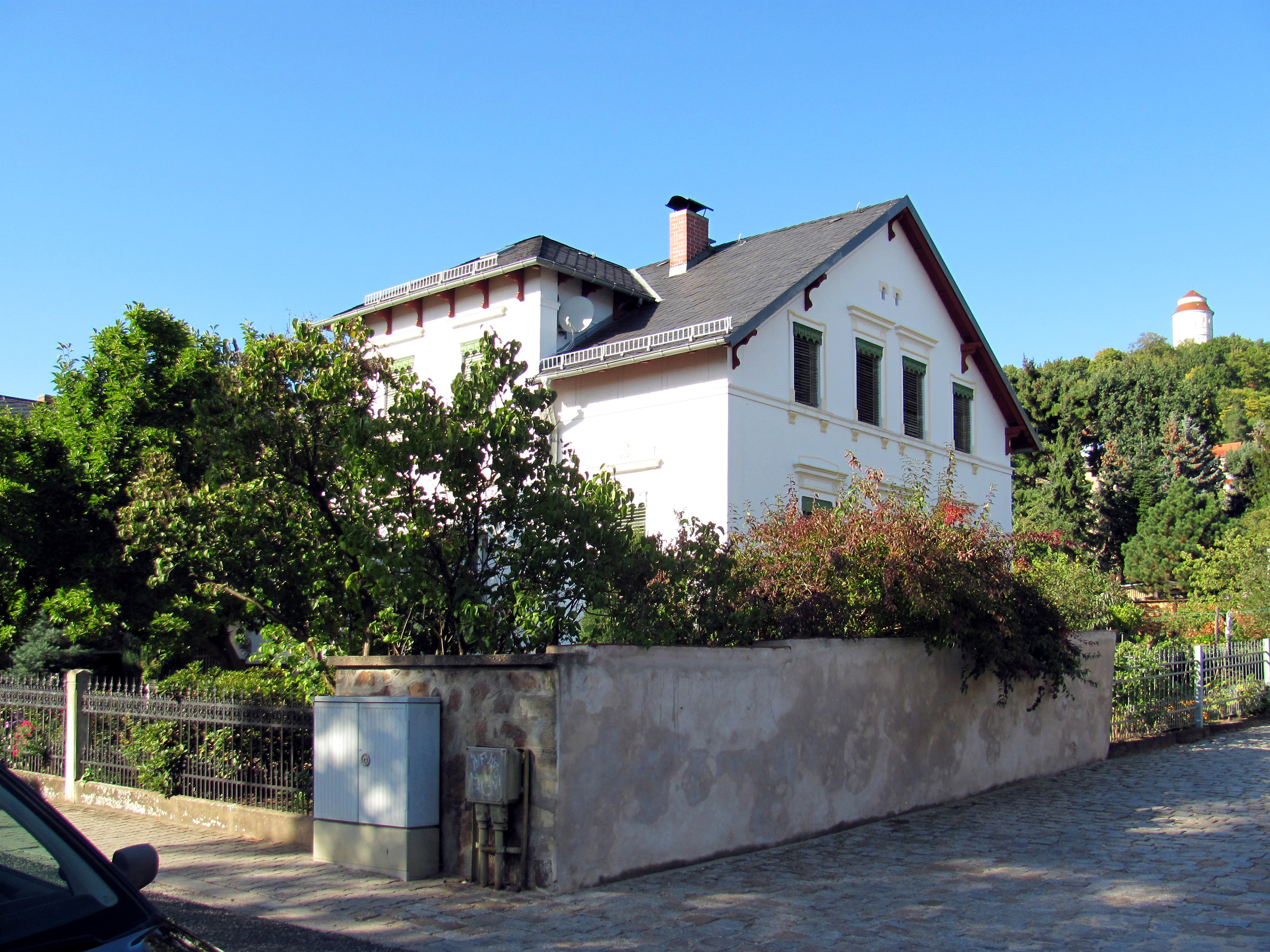
Villa Dora. Im Hintergrund steht der Wasserturm.

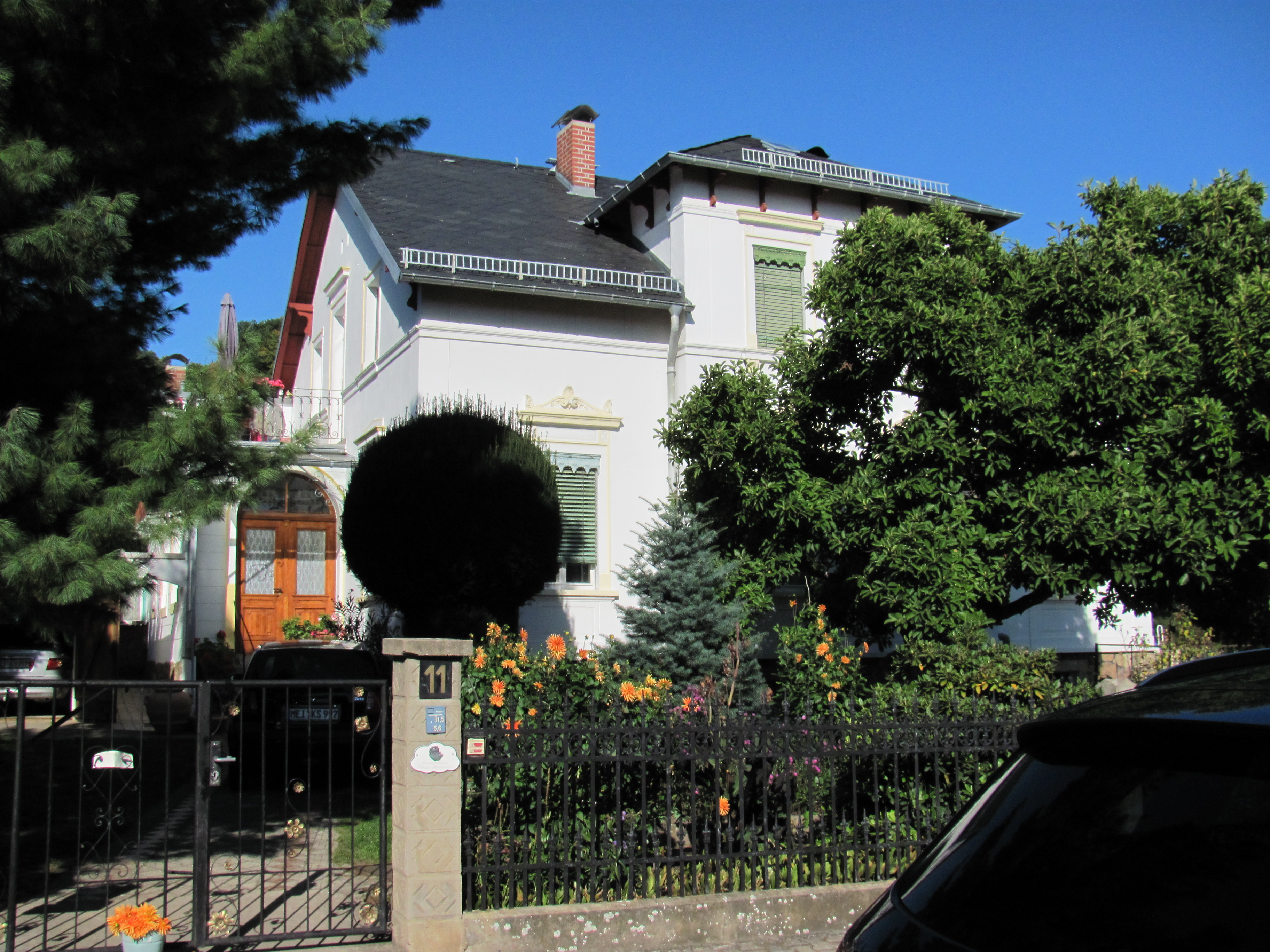
Eingangssituation der Villa Dora

## Beschreibung
Der Bauunternehmer und Maurerpolier Friedrich August Moritz Wolf beantragte im Mai 1892, wahrscheinlich nach Entwürfen des Architekten Carl Käfer, den Bau der heute mitsamt Einfriedung unter Denkmalschutz stehenden Villa, deren Baurevision im Februar 1893 erfolgte.
Das kleine eingeschossige Wohnhaus steht auf einem Bruchsteinsockel und hat ein traufständiges Satteldach. In der vierachsigen Straßenansicht steht ein überhöhter, zweigeschossiger Mittelrisalit mit einem Walmdach, dessen Dachgesims von geschnitzten Konsolen gestützt wird.
In der linken Seitenansicht befindet sich ein Eingangsvorbau mit einem Rundbogenportal. Auf der Gebäuderückseite steht ein Seitenflügel.
Die verputzten Fassaden werden durch Lisenen und Gesimse gegliedert, die Fenster sind durch Gewände eingefasst und werden durch Verdachungen bekrönt.
Die Einfriedung besteht aus aufwendigen Eisenzaunfeldern zwischen Sandsteinpfeilern.
Bereits 1889 hatte Wolf den Bau der Villa Susanne beantragt, 1899 folgte die Villa Brésil in der Blumenstraße 16.